# Lolo Pass
Der Lolo Pass (Höhe 1595 m) ist ein Gebirgspass in den nördlichen Rocky Mountains an der Grenze zwischen den US-Bundesstaaten Montana und Idaho, etwa 40 km westsüdwestlich von Missoula. Er liegt im Lolo National Forest.
Der Pass wurde durch die Lewis-und-Clark-Expedition berühmt, welche die Bitterrootkette über den Lolo Trail passierte (Hinreise 1804; Rückreise 1806).
Der Pass wurde  1877 während des Nez-Perce-Krieges benutzt, als einige der Nez-Perce unter Chief Joseph versuchten, der US-Armee zu entkommen. Kurz nach der Überquerung des Passes stießen die beiden Seiten in der Schlacht am Big Hole in Montana zusammen.

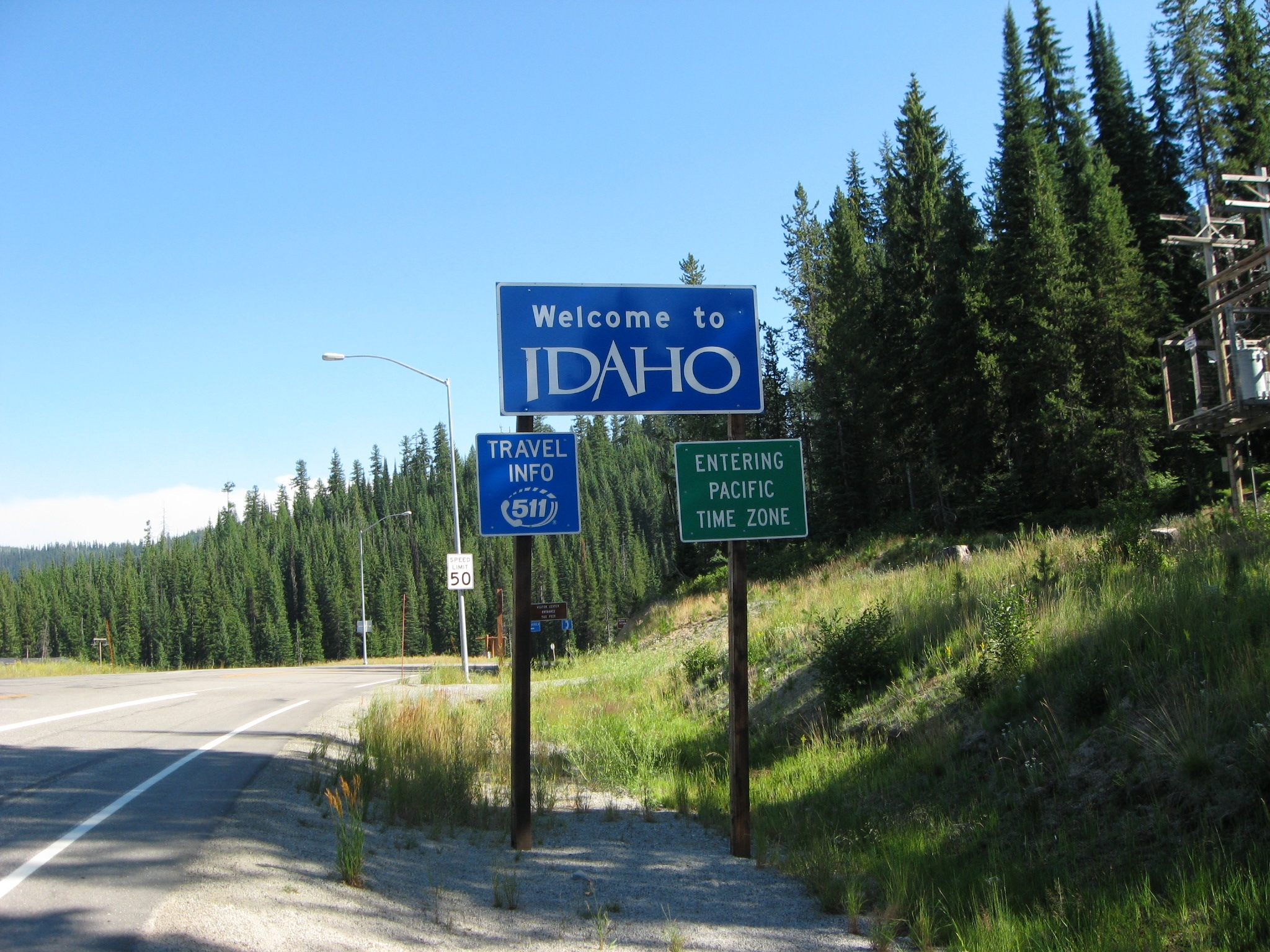
US-Highway 12 am Lolo Pass

Der U.S. Highway 12 kreuzt den Pass.
Seit dem 9. Oktober 1960 hat der Lolo Trail den Status einer National Historic Landmark. Am 15. Oktober 1966 folgte der Eintrag als Bauwerk in das National Register of Historic Places.